# Liste der Naturdenkmale in Schallodenbach
Die Liste der Naturdenkmale in Schallodenbach nennt die im Gemeindegebiet von Schallodenbach ausgewiesenen Naturdenkmale (Stand 2. April 2013).

## Naturdenkmale
| Nr.         | Bezeichnung  | Lage                                               | Beschreibung                   | Bild                                    |
| ----------- | ------------ | -------------------------------------------------- | ------------------------------ | --------------------------------------- |
| ND-7335-251 | Kirschgraben | östlich des Ortes und nördlich des Wickelhofs Lage | Vogelnistgehölz in einer Klamm | Direkt Bild zu diesem Denkmal hochladen |